# 701

## Nașteri
- 19 mai: Li Po poet chinez (d. 762)
- 18 septembrie: Împăratul Shōmu  (d. 756)
- dată necunoscută: Eufemius de Messina  (d. 830)
- dată necunoscută: Grimoald al III-lea de Benevento  (d. 806)
- dată necunoscută: Bonifaciu I de Toscana  (d. 823)
- dată necunoscută: Hildeprand de Spoleto  (d. 789)
- dată necunoscută: Theodicius de Spoleto  (d. 774)
- dată necunoscută: Agiprand de Spoleto  (d. 748)
- dată necunoscută: Aio de Friuli  (d. 817)
- dată necunoscută: Suppo I de Spoleto  (d. 824)
- dată necunoscută: Marcarius de Friuli  (d. 787)
- dată necunoscută: Winiges de Spoleto  (d. 822)
- dată necunoscută: Petru de Friuli  (d. 756)
- dată necunoscută: Ștefan al II-lea de Neapole  (d. 799)
- dată necunoscută: Gautama Siddha astronom indian (d. ?)

## Decese
- Asparuh, han al bulgarilor și întemeiator al Primului Imperiu Bulgar (n.c. 640)